# Fedecommesso (ordinamento italiano)
Nell'ordinamento italiano il fedecommesso o, secondo la terminologia adottata dal Codice civile vigente, sostituzione fidecommissaria, si può avere in due casi:
- quando il testatore che sia genitore, ascendente in linea retta o coniuge di persona interdetta', istituisce quest'ultima erede o legatario ma le impone l'obbligo di conservare e restituire il bene alla sua morte alla persona, fisica o giuridica, che sotto la vigilanza del tutore, si è presa cura dell'interdetto;
- quando il testatore, che sia genitore, ascendente in linea retta o coniuge di un minorenne, che si trova in condizioni di abituale infermità di mente tali da far presumere che sarà interdetto nell'ultimo anno della sua minore età, lo istituisce erede o legatario gravandolo dell'obbligo di conservare e restituire quanto ricevuto a chi si è preso cura di lui.

## Caratteri
Vari sono i caratteri dell'istituto. Innanzitutto, il testatore procede con una doppia istituzione per il medesimo oggetto, eventualmente anche a titolo diverso (ad esempio, può istituire erede il primo chiamato e legatario il secondo). Il fedecommissario deve essere chi si è preso cura del primo istituito incapace. La sostituzione viene disposta dal testatore secondo un ordine successivo limitato ad un unico grado, quindi  non è ammessa una sequela ulteriore. Il primo istituito ha l'obbligo giuridico di conservare i beni ricevuti (o quanto residui dalla loro vendita, consentita dal giudice per utilità evidente) per poi operarne la restituzione al fedecommissario. L'esecuzione di un'attività di assistenza o cura (compiuta sotto la vigilanza del tutore) è invece obbligo del fedecommissario. 

## Natura giuridica
Circa la natura giuridica, si confrontano due tesi. 
La prima vede nella sostituzione fedecommissaria il titolo di una proprietà limitata nel tempo e nel godimento, che spetterebbe al primo chiamato: successivamente, la proprietà si consoliderebbe in capo al fedecommissario, in virtù della morte del primo chiamato. 
La seconda tesi vede nel fedecommesso il titolo di acquisto, da parte dell'istituito primario, di una proprietà risolubile: il diritto del primo istituito è cioè sottoposto a condizione risolutiva (la sua premorienza rispetto al fedecommissario e la prestazione di assistenza da parte di quest'ultimo). 
La seconda tesi è preferibile perché non contraddice la fisionomia della proprietà come diritto perpetuo.

## Poteri dell'istituito primario
L'istituito primario è comunque una persona interdetta o da interdire, perciò vanno in ogni caso rispettate le condizioni previste dalla legge per la sua attività giuridica. 
Nel rispetto di quanto prospettato, il codice civile gli assegna il godimento e la libera amministrazione dei beni oggetto di lascito, la possibilità di rappresentarli in giudizio, il potere di compiere innovazioni volte a migliorare l'uso dei beni stessi, quello di alienarli in tutto o in parte ma solo per utilità evidente e dietro autorizzazione del giudice (che può ordinare il reimpiego delle somme), il diritto di costituire ipoteche sugli immobili, purché l'ipoteca sia finalizzata ad ottenere un credito destinato a trasformazioni o miglioramenti fondiari. 
Sono poteri più ampi di quelli dell'usufruttuario, perciò è esclusa l'equiparazione.

## Poteri del fedecommissario
Una volta morto il primo istituito, il fedecommissario viene chiamato alla successione secondo il titolo indicato nella disposizione istitutiva della sostituzione; è perciò dalla morte del primo istituito che decorre il termine per accettare. 
Prima della morte del primo istituito, il fedecommissario ha un'aspettativa di diritto parallela al dovere di prendersi cura dell'istituito stesso. Questo dovere è condizionante e se i fedecommissari sono una pluralità, i beni sono attribuiti in proporzione al tempo in cui si sono presi cura dell'istituito primario. Nella fase di aspettativa il fedecommissario può compiere atti conservativi in caso di comportamenti contrari a buona fede del primo istituito.

## Patologia della disposizione fedecommissaria
La disposizione istitutiva della sostituzione fedecommissaria è nulla (con effetto retroattivo) se il primo istituito è una persona diversa da quelle indicate dalla legge. È invece inefficace (e non nulla) se l'interdizione del primo chiamato è negata o revocata o, se si tratti di minore abitualmente infermo di mente, se il procedimento d'interdizione non è iniziato entro due anni dal raggiungimento della maggiore età. L'inefficacia opera ex nunc (a partire, cioè, dal verificarsi della sua causa), quindi non è retroattiva. 
È  nulla la disposizione relativa alla chiamata del fedecommissario che non impone a costui l'obbligo di prendersi cura del primo istituito, restando invece valida ed efficace la chiamata di quest'ultimo. La chiamata del fedecommissario è invece inefficace quando ha violato gli obblighi di cura ed assistenza, oppure se muore o, se ente, si estingue, prima della morte del primo istituito (i beni che sarebbero spettati al fedecommissario vengono devoluti ai successori legittimi dell'incapace).
È altresì nullo il fedecommesso tacito, in cui il testatore proibisce all'istituito erede o legatario di disporre dei beni conferitigli: viene infatti lesa l'altrui libertà di disporre per testamento. 
È vietato anche l'usufrutto successivo, in cui il testatore dispone l'attribuzione dell'usufrutto su un bene a favore di due o più persone successivamente, dimodoché il chiamato ulteriore dovrebbe, alla morte del precedente, subentrare al titolare originario. Cade, in questi casi, ogni istituzione successiva alla prima, che invece resta ferma. In questo modo si vogliono evitare frodi alla legge: l'usufrutto successivo potrebbe infatti essere usato per aggirare il divieto generale di sostituzione fedecommissaria; inoltre, l'usufrutto è un diritto reale di godimento di durata limitata che, al massimo, si estingue con la morte del titolare: quindi è contrario alla sua natura il passaggio di persona in persona. Non è invece vietato l'usufrutto attribuito dal testatore in sequela a più persone, con un termine finale che coincide con la data della morte del primo istituito: quello che conta è che l'usufrutto si estingua e che quindi, alla morte del primo chiamato, cessi la separazione fra proprietà e godimento. Non è vietato neppure l'usufrutto congiuntivo, che si ha quando il testatore lo attribuisce a più persone contemporaneamente, dimodoché il diritto duri finché dura la vita più longeva tra tutte. La morte di un cousufruttuario fa accrescere agli altri la sua quota. 
È nullo anche il fedecommesso de residuo, col quale il testatore attribuisce, a titolo di eredità o legato, dei beni ad un primo istituito con facoltà di venderli e, contestualmente, dispone che i beni che residueranno dalla vendita passino ad un secondo chiamato alla morte del primo istituito. La nullità dipende dal fatto che così facendo non si rispettano le condizioni previste per il fedecommesso e si lede la libertà testamentaria del primo chiamato.

## Condizionesi sine liberis decesserit
Non è espressamente regolata la condizione con la quale si istituisce erede o legatario una persona e ristabilisce che, se morirà senza figli, i beni passeranno ad un secondo istituito. Ci sono tre tesi:
per la prima, questa clausola opererebbe come la sostituzione fedecommissaria, realizzando una successiva istituzione: dato che per mancanza dei presupposti di legge non rientra nella sostituzione fedecommissaria, sfugge al  divieto posto dall'ultimo comma dell'articolo 692, per il quale sono nulle le ipotesi di sostituzione fedecommissaria non espressamente previste. Tuttavia, così intesa la clausola sembrerebbe limitare la libertà procreativa dell'istituito;
altra tesi distingue la sostituzione fedecommissaria dalla clausola in argomento perché in quest'ultima mancherebbe la doppia istituzione: il primo chiamato, infatti, è istituito sotto la condizione risolutiva di non avere figli e se la condizione si verifica è come se non fosse mai stato chiamato;
la terza prospettiva mira a risolvere il problema caso per caso: se nel testamento o altrove si evince la volontà del testatore di creare una doppia istituzione successiva, avremo un fedecommesso nullo. Invece, la disposizione sarà valida se l'accertamento dimostri che il testatore voleva solo una sostituzione incondizionata. Qualora poi la clausola si sine liberis decesserit dovesse ricadere nel divieto dell'articolo 692 ultimo comma, si avrà la nullità solo del meccanismo della chiamata successiva, mentre la prima rimarrà valida, a meno che non costituisse l'unico motivo della disposizione perché allora si avrà nullità totale.